# Marcel Alocco
 (novembre 2024).
La mise en forme du texte ne suit pas les recommandations de Wikipédia : il faut le « wikifier ».
Les points d'amélioration suivants sont les cas les plus fréquents. Le détail des points à revoir est peut-être précisé sur la page de discussion.
- Les titres sont pré-formatés par le logiciel. Ils ne sont ni en capitales, ni en gras.
- Le texte ne doit pas être écrit en capitales (les noms de famille non plus), ni en gras, ni en italique, ni en « petit »…
- Le gras n'est utilisé que pour surligner le titre de l'article dans l'introduction, une seule fois.
- L'italique est rarement utilisé : mots en langue étrangère, titres d'œuvres, noms de bateaux, etc.
- Les citations ne sont pas en italique mais en corps de texte normal. Elles sont entourées par des guillemets français : « et ».
- Les listes à puces sont à éviter, des paragraphes rédigés étant largement préférés. Les tableaux sont à réserver à la présentation de données structurées (résultats, etc.).
- Les appels de note de bas de page (petits chiffres en exposant, introduits par l'outil «  Source ») sont à placer entre la fin de phrase et le point final[comme ça].
- Les liens internes (vers d'autres articles de Wikipédia) sont à choisir avec parcimonie. Créez des liens vers des articles approfondissant le sujet. Les termes génériques sans rapport avec le sujet sont à éviter, ainsi que les répétitions de liens vers un même terme.
- Les liens externes sont à placer uniquement dans une section « Liens externes », à la fin de l'article. Ces liens sont à choisir avec parcimonie suivant les règles définies. Si un lien sert de source à l'article, son insertion dans le texte est à faire par les notes de bas de page.
- La présentation des références doit suivre les conventions bibliographiques. Il est recommandé d'utiliser les modèles {{Ouvrage}}, {{Chapitre}}, {{Article}}, {{Lien web}} et/ou {{Bibliographie}}. Le mode d'édition visuel peut mettre en forme automatiquement les références.
- Insérer une infobox (cadre d'informations à droite) n'est pas obligatoire pour parachever la mise en page.

Pour une aide détaillée, merci de consulter Aide:Wikification.
Si vous pensez que ces points ont été résolus, vous pouvez retirer ce bandeau et améliorer la mise en forme d'un autre article.
 (février 2024).
Marcel Alocco est un peintre, écrivain et poète, français né à Nice le 8 février 1937. Il vit et travaille à Nice.

## Biographie
Marcel Alocco est né à Nice le 8 février 1937. Son père et sa mère savent lire, mais pas vraiment écrire : Angèle (qui se fait appeler Yvonne) a quitté l’école à 9 ans, à la mort de sa mère. Joseph n’a été à l’école qu’en Italie, jusqu’à 11 ans. En 1923 le grand-père Jean Alocco fuyant le fascisme s’installe avec sa famille à Nice. Joseph a onze ans. Apprenti boucher à 12 ans, il ouvre en 1935 sa boucherie. Naturalisé français en 1931 en ayant choisi de faire son service militaire en France, Joseph est mobilisé en 1939 et ne revient Nice qu’après l’armistice. L’enfance de Marcel sera donc marquée par les langues natales de ses parents, l’italien du Piémont et l’occitan de Nice, mieux parlés dans sa famille que leur français élémentaire. Mieux appris grâce à l’école, le français deviendra sa « langue natale pour une culture volée » dit-il. Adolescent, il suit les cours du jeudi à la Villa Thiole, école municipale d’arts plastiques où il obtient le premier prix de dessin et d’aquarelle. Le directeur (Edouard Fer) propose de l’inscrire à l’Ecole des Arts Décoratifs, mais Marcel qui en passant par un Cours Complémentaire vient d’obtenir le BEPC est déjà inscrit par son directeur en seconde au Lycée Masséna, et donc refuse 
Après le Lycée (filière scientifique – M prime, puis terminale philo) il choisit les Lettres Modernes à l'Université de Provence où il a parmi ses professeurs Claude Pichois et Jacqueline Risset (Littérature comparée) Georges Mounin (Linguistique), Georges Duby (Histoire). C’est à Aix-en-Provence qu’il crée la revue « identités ».
Marcel Alocco revient à la pratique des arts plastiques par la médiation de l'écriture et participe activement à l'École de Nice. Il participe d’abord au mouvement Fluxus, avec Ben mais surtout George Brecht et Robert Filliou. il contribue de 1965 à 1970 à l'élaboration de l'esthétique du courant qui se formalisera avec le groupe Supports/Surfaces. Dans les années soixante il participe à certaines manifestations des avant-gardes telles que "Parole sui muri" à Fiumalbo (Italie, en 1967 et 1968), « La peinture en question » à Paris, Ecole Spéciale d’Architecture, et proche de la "Poesia Visiva" publie et expose au Centro Tool de Ugo Carrega (Milan 1971). Il est invité à participer à Paris aux Salons les plus importants : Salon Comparaisons, par Jacques Villeglé (1967), Salon de Mai, par César (1969), Salon Grands et Jeunes d’aujourd’hui et 7ème Biennale de Paris (1971)…
Dans une première période, tout en établissant son « Idéogrammaires », travail sur la naissance du sens par la forme à partir de la tâche, et du signe à partir du geste, il peint en même temps sur des draps de lit par pliage et marquage. Le support drap de lit est choisi pour le sens donné par ses usages : les dimensions du drap sont déterminées par le corps humain et sa gestualité. Pour lui l'image est la composante obligée de la peinture, et le patrimoine iconographique en est un des outils comme le châssis, la toile, le bois ou le mur et les couleurs: car dit-il, « toute peinture fait image par tache, figure ou écriture» 
Dans l’esprit Fluxus, il fait entrer dans l’œuvre ce qui se peint autour, « La peinture déborde » l’œuvre est un ensemble, chaque travail est une page d’un livre en cours d’écriture. D’où naît la notion de Patchwork, chaque « Fragment du Patchwork » constituant une page d’un texte toujours inachevé. Le catalogue de l’exposition de 1967 Galerie Alexandre de La Salle est titré : « Idéo-Grammaire, chapitre premier 1966-1967 ».
De 1976 à 1984 il est secrétaire général du CRIA – Centre de Recherches et d'Interventions Artistiques association qui devient coopérative –  surtout active dans le théâtre, dont il assume la gestion ainsi que la rédaction des cahiers Atelier création. Puis, d’abord comme intervenant, en 1984-1985 il participe comme adjoint de direction à la préfiguration et aux premiers temps d’activité (directeur Henri Maccheroni) du Centre National d’Art Contemporain de Nice Villa Arson présidé par Michel Butor. [Participe notamment à l'organisation des expositions " Ecritures dans la peinture"( En 1984)  et "L'Italie Aujourd'hui" (en 1985)]. Lors de la démission du directeur et président en 1985, le nouveau directeur rejette toute l'équipe fondatrice.
À partir de 1973, il élabore ses « Fragments » de La Peinture en Patchwork : le tissu est peint, portant des images culturelles les plus emblématiques de différentes époques représentatives de diverses civilisations, puis déchiré (ou détissé), chaque morceau relié au hasard de l’ordre et du sens  par couture ou tricotage, travaillant en un même mouvement les couleurs, les figures, et les supports ainsi liés par les moyens traditionnels logiques des traitements du textile, donnant pleinement sa spécificité à ce travail plastique. "La peinture en Patchwork est d'abord de la peinture" ( « Des écritures en Patchwork" Z'éditions, 1987). La technique la plus élémentaire du patchwork y est utilisée « comme outil » d'ouverture et de liberté pour la création. « […] on a chez toi tout un travail de déchirage du tissu. Ni découpure ni déchirure. Car il n'y a ni ciseaux ni accrocs […]. La toile est libre chez toi autrement que chez les autres peintres, avec ses bords déchiquetés, frangés, qui la font communiquer avec l'extérieur » écrivait Michel BUTOR en 1993 (Catalogue d’exposition personnelle " Treize Fragments ou la Quarantième" au Musée d'Art Moderne et d'Art Contemporain "  MAMAC, Nice).
De 1995 à 1999, il interroge la peinture avec le support-couleur naturel des cheveux. Développant de fines miniatures de tissages élémentaires, il établit en citant en chaque œuvre les prénoms des donatrices de cheveux un rapport traditionnel, réintroduisant dans son travail avec cette relation aux personnes "une  dimension poétique » écrivait Gilbert Lascault. (Dons et textures pour Marcel Alocco, Voix éditions 1999).
En décembre 1999, il décide arbitrairement d’arrêter son travail de plasticien, et se consacre pendant 4 ans à l’écriture et l’illustration.
En 2003 il revient à un travail plastique par des études de tissage de l’image en ikat. Avec « Mes Enfances » il étudie ensuite chez les enfants de trois à cinq ans, en recopiant leurs dessins agrandis sur papier 65 x 50 cm, la naissance du sens depuis les graffitis devenant signes et dessins. En 2008, il reprend ces dessins sur tissus, traitant l'image en vides et pleins par détissages partiels.
Depuis 2010 son travail se poursuit, notamment souvent sans usage des couleurs, par présence ou absence de la matière, avec des images en blanc sur blanc sculptées par découpages et détissages dans la matière du tissu.
*** Pour l’ensemble de la démarche consulter principalement les catalogues des expositions « Alocco, Itinéraire : 1952-2002 »Centre International d’Art Contemporain de Carros, éd L’Ormaie, et « Marcel Alocco, Origine Nice – De Fluxus à l’idéogrammaire, Fragments de la peinture en Patchwork ». Les Cahiers enseigne des Oudin, 2019) et voir les œuvres dans la collection du Musée d'Art Moderne et d'Art Contemporain (MAMAC) de Nice et la collection du Musée Georges POMPIDOU (Paris) qui (par donation de l'artiste) possède le principal de ses archives.
Marcel Alocco, écrivain.
Parallèlement, Marcel Alocco a eu de façon continue une pratique d'écrivain et de poète, publiant plusieurs revues, notamment Caprices (1960-1961) Identités (1962/1966- repliées en 1995 par les Éditions de L'ORMAIE) et Open (1967-1968), des recueils de poèmes : Poémes  Adolescents (les Paragraphes littéraires de Paris (1959) 1959 , La musique de la vie (éd. de L'Ormaie) Bruits de vie (La Diane française), (Barbares aujourd'hui(S) Poèmes 1959-1969) Éditions de L'Ormaie Vence 2024, plusieurs romans: Au présent dans le texte (1969 éd P.J. Oswald), La promenade niçoise ( 1999, Ed. L'Ormaie), Laërte ( 2002)  et …d'un âge sans mémoire (2007, éd. L'Amourier), des essais et de nombreux articles. (VOIR bibliographie)
Chevalier des Arts et Lettres. (avril 2024) 

## Publications
(mai 2025).
- Poèmes adolescents poèmes, Millas Martin Ed, Paris 1959.
- Fluxus, Events et Musique 1964- 1968, Fiches en boite 8,5 x  13 x 2,5 cm N.D, sans mention d'éditeur.
- Au Présent dans le texte  roman, P.J. Oswald. Paris 1969. (dont 30 exemplaires comportant 2 sérigraphies de J-C Farhi, les 10 premiers exemplaires dans un emboîtage plexiglass de Jean-Claude Fahri, avec un encrage de M.Alocco)
- In-Scription d’un itinéraire Galerie Alexandre de La Salle janvier 1971
- La (Dé)-tension, pratique du corps pictural, Galerie Alexandre de La Salle, juin 1972
- In-Scrizione di un itinererio traduit en italien par Nanni Cagnone, Design italia n°4 septembre 1974
- (De)-tension : Methodologie of picture Body, traduit en anglais par David Mayor, Schmuck n°6, novembre 1975, Edition Beau Geste Press, Crainleight,Grande Bretagne
- Sourcières 80 exemplaires composés caractères d’une imprimerie scolaire, et 20 exemplaires dans une boite en bois dont chaque page porte une intervention originale de Marcel Alocco (collection Ecbolade, Alin Anseew, Nœux 1976)
- Signes des Temps  poèmes, Ecbolade Ed., Nœux 1976, dont 30 exemplaires avec un travail de Max Charvolen, de Martin Miguel et de Serge Maccaferri dans un carton de l’auteur, avec un « relevé » de M. Alocco.
- Des écritures en patchwork recueil d’articles 1965-1985  Z’Éditions, Nice 1987
- Stratégie des fragments.   Galeries éditions du Faisan et Galerie Alain Oudin 1990
- Images Pré-texte au travail du Patchwork    Éditions Voix-Richard Meier, Montigny-les-Metz 1991
- Fragmentaires  Éditions Richard Meier, Montigny-les -Metz 1995
- Introduction à l’École de Nice.  Éditions Demaistre, Nice 1995
- La promenade niçoise, pastrouil  roman, L’Ormaie, Vence, 1999
- La musique de la vie (trois fragments septembre 1997 – août 2000)  L’Ormaie, Vence 2002   avec illustrations  de Arman, Ernest Pignon-Ernest, Claude Viallat et M. Alocco
- Laërte, ou la confusion des temps, roman, L’Amourier, Coaraze 2002
- Poèmes cyniques (Choix de textes 1961-2004)  Gestes Gratuits, Nice 2004  (Auto-publication à 100 exemplaires)
- Poèmes du siècle XXI,   Éditions  La Diane Française, collection Musée de Poche avec 4 estampes de Michèle Brondello, Nice 2008
- … d’un âge sans mémoire récit  L’Amourier, Coaraze  2007
- Poèmes du siècle XXI,  Éditions  La Diane Française, collection Musée de Poche avec 4 estampes de Michèle Brondello Nice 2008
- Paroles en travail Éditions Performarts, 2008

- Fluxus, Events et Musique (1964-1968) (en français, et trad. en anglais, + postface en allemand)  Ed. Galerie Alain Oudin Paris. 2012.

- Bruits de vie deuxième opus de "La musique de la vie", 2000 - 2013, éditions La Diane Française, Nice 2014
- Monsieur Peter Bluneig (Nouvelle)  La Diane Française, Nice 2017

- Marcel Alocco et Martine Monacelli : Écrire et Peindre  deux entretiens, Edition des L'Ormaie, 2017

- MArcel Alocco et Alain Amiel : Controverses à propos des Arts Contemporains, Editions de l'Ormaie Enseigne des Oudin, 2019
- Au présent dans le texte & cinq rhapsodies  Les cahiers Enseigne des Oudin, écrits  Paris 2020
- Héritage obligé… 1 JeuRoman Les cahiers Enseigne des Oudin, écrits  Paris 2022
- L’avenir n’a pas de nom  Tome 1 :    Sept cahiers indiscrets (1959/2008–2010)    Tome 2 : Où crépitez-vous maintenant (1959/2013). Les cahiers Enseigne des Oudin, écrits Paris 2023
- Barbares aujourd'hui(S) (Poèmes 1959-1969) Éditions de L'Ormaie Vence 2024